# Pequeña Edad de Hielo
| Etapas del Holoceno     | Inicio, en años |
| Aumento de temperatura  | 10.000 a. C.    |
| Máximo del Holoceno     | 6000 a. C.      |
| Enfriamiento            | 2500 a. C.      |
| Periodo cálido medieval | 900 d. C.       |
| Pequeña Edad de Hielo   | 1300 d. C.      |
| Calentamiento global    | 1850 d. C.      |

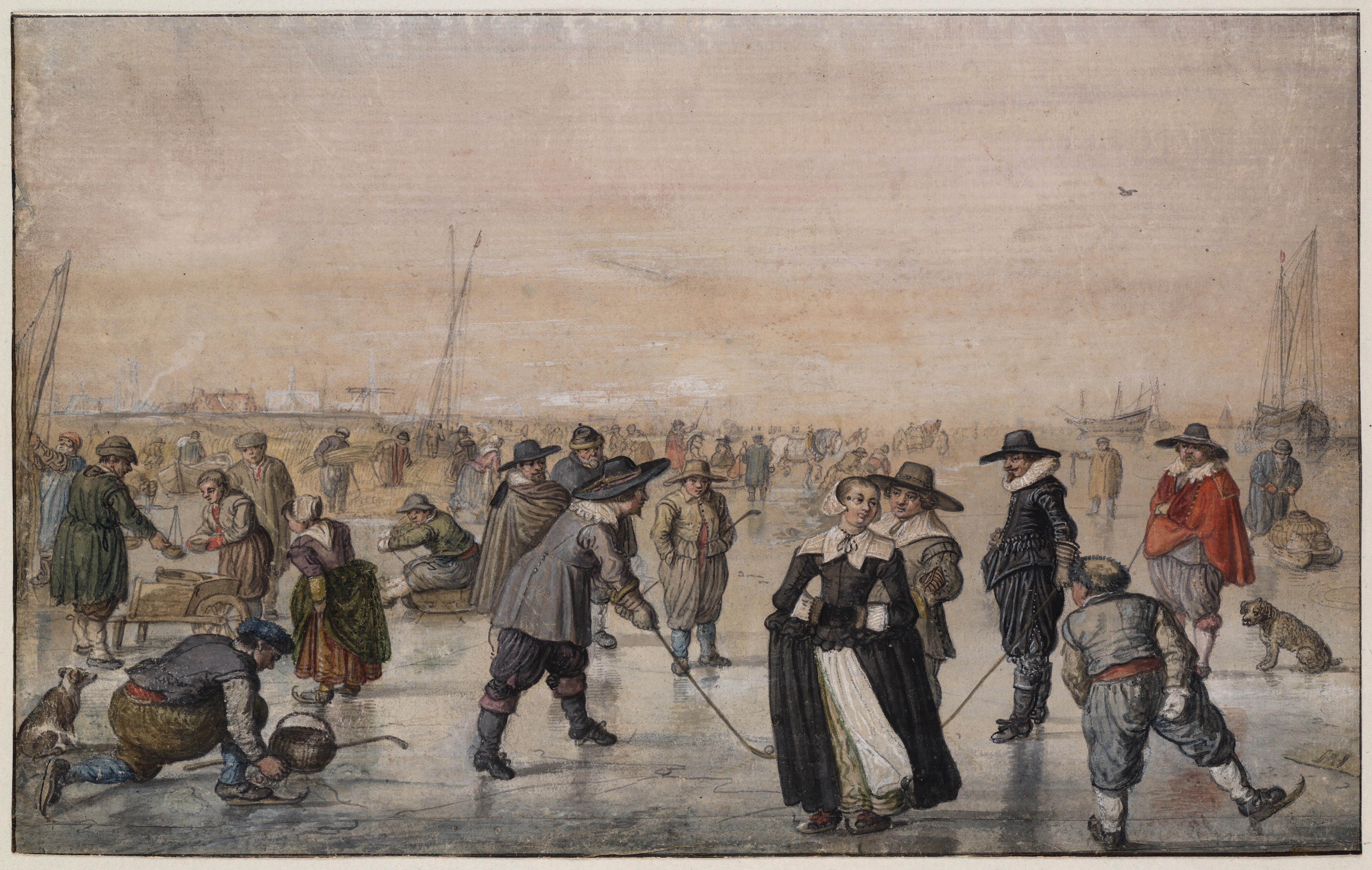
Escena en el hielo, Hendrick Barentsz, 1625.

La Pequeña Glaciación o Pequeña Edad de Hielo (PEH) fue un período frío que abarcó desde comienzos del siglo XIV hasta mediados del XIX. Puso fin a una era extraordinariamente calurosa llamada óptimo climático medieval (siglo X al XIV). Hubo tres mínimos: uno en 1650, otro alrededor de 1770 y el último en 1850. Inicialmente se pensó que era un fenómeno global, pero posteriormente se desechó esa idea. Bradley y Jones (1993), Hughes y Díaz (1994) y Crowley y Lowery (2000), describen la Pequeña Edad de Hielo como «una época en la cual el hemisferio norte tuvo un modesto enfriamiento de menos de 1 °C». La NASA define el término Pequeña Edad del Hielo como un periodo frío entre 1550 y 1850 con tres periodos particularmente fríos: uno comenzando en 1650 (Mínimo de Maunder 1645-1715), otro en 1770 y el último en 1850, cada uno separado por intervalos de ligero calentamiento; y, según Martín y Olcina, señalan en España cuatro períodos de sucesos catastróficos (mitad del siglo XV, 1570-1610, 1769-1800 y 1820-1860).

## El modelo del clima

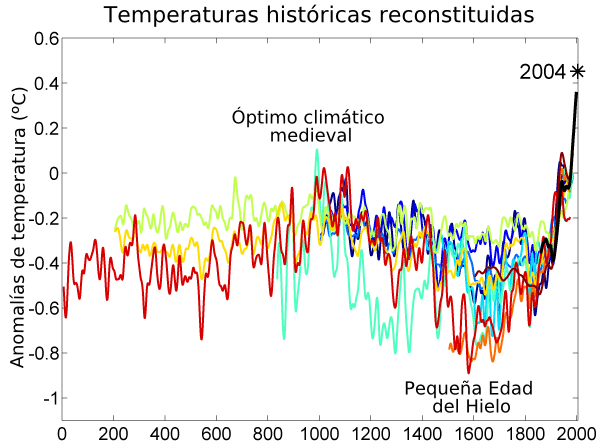
Variación de las temperaturas globales entre los años 1 y 2000.

En el Atlántico Norte, los sedimentos acumulados desde el fin de la última glaciación, hace aproximadamente 12 000 años, muestran aumentos regulares en la cantidad de granos sedimentarios depositados, procedentes de los icebergs que se han fundido en el océano, los cuales indican una serie de periodos fríos (1–2 °C) que se repiten cada 1500 años aproximadamente.
El más reciente de estos períodos helados fue la Pequeña Edad de Hielo. Estos mismos períodos fríos se han descubierto en sedimentos existentes en África, pero los periodos fríos parecen ser más grandes, oscilando entre 3 y 8 °C.

## Las causas
Los científicos han identificado dos causas de la Pequeña Edad de Hielo fuera de los sistemas de interacción océano-atmósfera: una disminución de la actividad solar y un aumento de la actividad volcánica. También se investigan otras influencias, como la variabilidad natural del clima. También se ha especulado que la despoblación de Eurasia durante la peste negra y la disminución resultante del rendimiento agrícola pudieran haber prolongado la Pequeña Edad de Hielo.

### La actividad solar

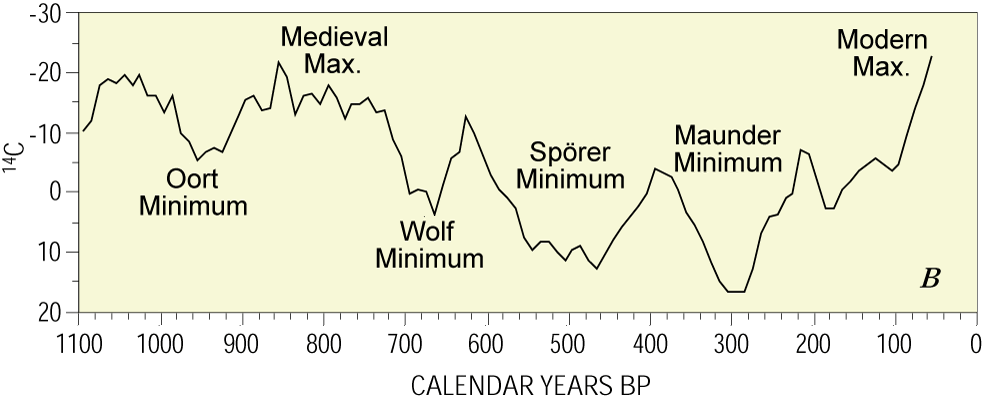
Niveles de carbono 14.

Durante el período 1645-1715, en mitad de la Pequeña Edad de Hielo, la actividad solar reflejada en las manchas solares era sumamente baja, con algunos años en que no había ninguna mancha solar. Este período de baja actividad de la mancha solar es conocido como el Mínimo de Maunder. El eslabón preciso entre la baja actividad de las manchas solares y las frías temperaturas no se ha establecido, pero la coincidencia del Mínimo de Maunder con el periodo más profundo de la Pequeña Edad de Hielo sugiere que hay una conexión. Otros indicadores de la baja actividad solar durante este período son los niveles de carbono-14 y berilio 10.

### La actividad volcánica
A lo largo de la Pequeña Edad de Hielo, el mundo experimentó también una actividad volcánica elevada. Cuando un volcán entra en erupción, sus cenizas alcanzan la parte alta de la atmósfera y se pueden extender hasta cubrir la tierra entera. Estas nubes de ceniza hacen que no llegue la radiación solar entrante, llevando a una disminución de la temperatura a nivel mundial. Pueden durar hasta dos años después de una erupción. Asimismo, se emitió durante las erupciones azufre en forma de gas SO2. Cuando este gas alcanza la estratosfera, se convierte en partículas de ácido sulfúrico que reflejan los rayos del sol, reduciendo la cantidad de radiación que alcanza la superficie de la tierra. En 1815 la erupción de Tambora en Indonesia cubrió la atmósfera de cenizas; el año siguiente, 1816, fue conocido como el año sin verano, cuando hubo hielo y nieves en junio y julio en Nueva Inglaterra y el norte de Europa.

## Hemisferio sur

Comparación durante el periodo 1990–2000, del glaciar San Rafael, en el sur de Chile, entrando mucho en el lago en 1998.

Kreutz et al. (1997) compararon resultados de estudios en la Antártida Occidental en muestras de hielo, parte del Proyecto Dos de Casquete Polar de Groenlandia (GISP2), sugiriendo una PEH sincrónica global.
Las muestras de sedimento oceánico de la Meseta este de Bransfield en la península Antártica revelan eventos centenarios que los autores vinculan con la PEH y con el período cálido medieval. Los autores notan «otros inexplicables eventos climáticos comparables en duración y amplitud con la PEH y PCM».
El domo Siple (DS) es un evento climático con una fecha de inicio que es coincidente con el de la PEH en el Atlántico Norte, basándose en la correlación con el registro GISP2. Ese evento climático es el más dramático en el registro glacioquímico DS del Holoceno. Las muestras de hielo del domo Siple también contienen sus más altas tasas de fusión de capas (más del 8%) entre 1550 y 1700, más probablemente debido a los veranos cálidos durante la PEH.
Las muestras de hielo del domo Law presentan niveles más bajos de CO2 mezclando relaciones durante 1550 a 1800, lo cual llevó a los investigadores Etheridge y Steele a conjeturar «probablemente a resultas de un clima global más frío».
En África Austral, las muestras sedimentarias extraídas del lago Malawi indican que las condiciones frescas entre 1570 y 1820 sugieren que el lago Malawi registra «más soporte, y extensión, de la expansión global de la PEH».
Una nueva reconstrucción de 3000 años de temperaturas basado en el crecimiento de estalagmita en una cueva en Sudáfrica sugiere un periodo frío de 1500-1800 «caracterizando la PEH sudafricana».
Las muestras sedimentarias (Gebra-1 y Gebra-2) en la Meseta Bransfield, península Antártica, poseen indicadores neoglaciales diatomea y variaciones en la tasa mar-hielo durante el periodo de la PEH.
Los datos de niveles paleooceánicos de las islas del Pacífico sugieren que tal nivel marino en la región baja, posiblemente en dos etapas, entre 1270 a 1475. Eso se asocia con la caída de 1,5 °C en temperatura, determinada por el análisis de isótopos de oxígeno, y un incremento de la frecuencia de El Niño.
Las reconstrucciones de sondeos de Australia sugieren que, en los últimos 500 años, el siglo XVII fue el más frío en ese continente, aunque el método de reconstrucción de la temperatura de los sondeos no muestra una buena concordancia entre los hemisferios norte y sur
Los datos de anillos de árboles de la Patagonia muestran episodios fríos entre 1270 y 1380 y de 1520 a 1670; períodos contemporáneos con eventos de LIA en el Hemisferio Norte
Aunque anecdótico, en 1675 el explorador español Antonio de Vea entró en la Laguna San Rafael por el Río Témpanos, sin mencionar ninguna banquisa, y afirmó que el Glaciar San Rafael no llegaba lejos en la laguna. En 1766 otra expedición observó que el glaciar sí llegaba hasta la laguna y se partía en grandes icebergs. Hans Steffen visitó la zona en 1898 y observó que el glaciar penetraba en la laguna. Tales registros históricos indican un enfriamiento general en la zona entre 1675 y 1898, y "El reconocimiento de la LIA en la Patagonia septentrional, mediante el uso de fuentes documentales, proporciona pruebas importantes e independientes de la ocurrencia de este fenómeno en la región". A partir de 2001, el borde del glaciar ha retrocedido significativamente en comparación con los bordes de 1675.
Las pruebas sobre las condiciones en Australia son limitadas, aunque los registros lacustres de Victoria sugieren que las condiciones, al menos en el sur del estado, fueron húmedas y/o inusualmente frías [cita requerida]. En el norte del continente, las escasas pruebas sugieren condiciones bastante secas, mientras que los núcleos de coral de la Gran Barrera de Coral muestran precipitaciones similares a las actuales, pero con menor variabilidad.
Los registros de coral del Pacífico tropical indican que la actividad más frecuente e intensa de El Niño-Oscilación del Sur se produjo a mediados del siglo XVII, durante la Pequeña Edad de Hielo.

## La Pequeña Edad de Hielo en España
La Pequeña Era Glacial habría llegado con retraso a la Península, existiendo, sin embargo, noticias de heladas importantes en la segunda mitad del siglo XV (1472). Siendo Juez de Teruel don Juan de Argent, en un comentario se anota:

«Esti año en mayo de echó un yelo que quemó las vinias fins adentro en Calatayud y Caragoça y a esta parte fasta Castiel (Castielfabib) y Ademuz».
Una relación inédita de jueces de Teruel, Jaime Caruana Gómez de Barreda

Consta, asimismo, que en el siglo XVI (1540) causó sequías.  Quereda Sala y otros mencionan que el Ebro se heló siete veces entre 1505 y 1789. En 1788 y de nuevo en 1789 el río permaneció helado durante quince días. El libro también menciona la presencia de una extensa red de neveros, o pozos de nieve, ventisqueros y glaciares que se construyeron y mantuvieron entre los siglos XVI y XIX a lo largo del Mediterráneo oriental, algunos ubicados en áreas donde no nieva en la actualidad un solo día al año. El almacenamiento y distribución de hielo era un negocio que involucraba secciones enteras de la población rural.
De hecho, en toda la Península Ibérica abundan las referencias a la inestabilidad climática, especialmente desde finales de la década de 1590. Muchas de estas menciones—en poesías, relatos, diarios personales, y documentos legales—han sido reunidas en el libro Exchanges, Crisis, and Climate: Readings on Early Modern Iberian Globalism (2023), que ofrece una mirada accesible y reveladora sobre cómo se vivieron y narraron esos cambios climáticos en la época. El cronista franciscano Vicente Martínez Colomer (1803) refiere que mediado el siglo XVII, en la última sesión del Definitorio celebrado en el Convento de San Francisco (Valencia), que tuvo lugar el 20 de mayo de 1660, se dispensó a los conventos de Morella, Manzanera, Castielfabib y Agres del rezo de maitines (media noche), "desde noviembre hasta concluido febrero, por el frío excesivo", fenómeno climático que podría incluirse en el segmento temporal del Mínimo de Maunder (1645-1715).
Hay también una amplia evidencia de que durante ese período los glaciares se extendieron en los Pirineos, fundiéndose desde entonces. Es más, los remanentes del glaciar de Sierra Nevada que finalmente sucumbió al final del siglo XX, se originaron en este momento, y no eran, como a veces se dice, restos de la última verdadera Edad de Hielo. Los últimos verdaderos glaciares de Sierra Nevada y los Picos de Europa se fundieron a finales del siglo IX. Se cree que las temperaturas en Europa durante el llamado óptimo climático medieval entre los siglos IX al XIII deben haber sido entre 1° y 1,5 °C superiores a la temperatura actual, suficiente para que estos glaciares, e incluso los de los Pirineos, se hubieran fundido. Los actuales glaciares de los Pirineos se formaron principalmente durante este periodo frío y han estado fundiéndose despacio desde entonces. El área de la superficie total de los glaciares en la vertiente sur de los Pirineos ha descendido desde las 1.779 ha en 1894 a 290 ha en el año 2000.[cita requerida]
Martin y Olcina en Clima y tiempo señalan en España cuatro períodos de sucesos catastróficos (mitad del siglo XV, 1570-1610, 1769-1800 y 1820-1860) señalados por lluvias intensas, nevadas y tormentas en el mar. Estos se mezclaron con los interludios de severas sequías. Los autores encontraron que la Pequeña Edad de Hielo se caracterizó por periodos más lluviosos alternando con otros de sequía. Otros autores creen que la PEH se caracterizó en el sur de la península ibérica por un aumento de la lluvia, mayor frecuencia de las inundaciones y de la sedimentación en la Europa mediterránea.

## El fin de la Pequeña Edad de Hielo
Alrededor de 1850, el clima del mundo empezó a calentarse de nuevo y puede decirse que la Pequeña Edad de Hielo se acabó en ese momento.